# Ближний Восток в древнегреческой мифологии

## Финикия
- Абарбарея. Нимфа источника близ Тира[1].
- Агенор (сын Посейдона).
- Агенорид. Тириец, считавшийся основоположником врачевания и сравнивавшийся с Асклепием[2].
- Акербант. (Ахерб.) Муж Элиссы из Тира, её дядя по матери, жрец Геракла, убит Пигмалионом[3]. См. Сихей.Акербант
- Аргиопа. По Ферекиду, дочь Нила и жена Агенора[4]. Жена Агенора, мать Кадма и Европы (по версии)[5].
- Арибант. (Арибас.) Житель Сидона, отец рабыни Ктесия[6].
- Астарта.
- Астерия. Отождествлялась с Астартой и считалась матерью финикийского Геракла[7].
- Астроарха. Финикийское божество, отождествляемое с Уранией. Её статую поставила Дидона[8].
- Астрохитон. «Одетый в платье из звезд». Одно из имен финикийского Геракла[9].
- Афинаида. (Атенаида.) Царица Библа по эллинам[10].
- Барка. Кормилица Сихея. С ней беседует Дидона[11].
- Бел. Царь Сидона, захватил Кипр. Отец Дидоны[12]. По версии, отец Паламеда[13].
- Геракл (финикийский).
- Гинграс. Имя Адониса у фнникийцев[14].
- Дамно. Согласно Ферекиду, дочь Бела, жена Агенора, мать Феникса, Исеи и Мелии[4].
- Дросера. «росистая». Наяда, прародительница тирийцев. Нимфа источника близ Тира[15]. en:Drosera (naiad)
- Исмениды. Спутницы Ино, из Сидона. Вслед за ней бросились в море и превратились в птиц[16].
- Кассиопея. Дочь Араба[17]. Жена Феникса, мать Европы[18] и Кармы[19]. Мать Килика, Финея, Дорикла, (от Зевса) Атимния[20].
- Малькандр. Царский сын из Библа, выкормленный Исидой[10].
- Мет. См. Муттон.
- Метон. См. Муттон.
- Муттон.
- Неманус. По некоторым, имя царицы Библа, чьего ребёнка выкармливала Исида[10].
- Перимеда. Дочь Ойнея. Согласно поэме Асия, родила от Феникса Астипалею и Европу[21].
- Пигмалион (царь Тира).
- Пойкил. Финикиец, отец Мемблиара[22].
- Птерел. Сидонец, защитник Фив. Убит Тидеем[23].
- Саосис. По некоторым, имя царицы Библа, чьего ребёнка выкармливала Исида[10].
- Сикарба. Муж Дидоны. Вергилий называет его Сихей[24].
- Сихей. Богатейший из финикийцев. Муж Дидоны, убит Пигмалионом у алтаря[25]. См. Овидий. Героиды VII 97-100. См. Ахерб.
- Телефа. Вариант имени Телефасса[26].
- Телефасса.
- Тиро. По версии, жена Агенора, мать Европы[26].
- Федим. Царь Сидона. У него гостил Менелай[27].
- Феникс (сын Агенора).
- Элисса. Первоначальное имя Дидоны[28]. Связан с названием Элиша/Алашия (Быт. 10, 4 и др.)[29].

Топонимы:
- Каллироя. Источник в Тире[30].
- Сидон. Город[31].
- Тир. Город, основан за год до падения Трои сидонянами[32].
- Финикия. Страна[33].
- Финикиянки. Составляли хор в трагедиях Фриниха, Еврипида, неизвестного автора, Акция, Сенеки «Финикиянки».

## Палестина
- Аскал. (Аскалон.) Согласно Ксанфу Лидийскому, сын Гименея, брат Тантала[34]. Был полководцем царя Лидии Акиама в походе на Сирию, полюбил там девушку и основал город Аскалон[35].
- Астрей. Воин, сын матери из Палестины. Убит Персеем[36].
- Леонтух. Имя Асклепия в Аскалоне[37].
- Марн. Бог из Газы, которому Прокл посвятил гимн[37].
- Палестин. По версии, имя царевича, которого выкармливала Исида, но он погиб, и его оплакивают[38]. См. Манерос.

Топонимы:
- Атабирий. Гора и город в Палестине.
- Миноя. Название множества населенных пунктов. Газа некогда именовалась Миноей[39].
- Палестина. (Палесте.) Название части эпирского побережья[40], откуда племя Pw-r;s;-tj, упомянутое в египетских надписях[41]. Зевс именовался пеластикос (схолии к Илиаде XVI 233). Во времена Аписа (сына Форонея) часть египтян была изгнана из Египта и поселилась в Сирии около Аравии, в Палестине[42]. См. 1 Цар. 30, 14 (критский юг).

## Иудея
- Авраам.
- Иерусалим. (Иеросолим.) По некоей версии, сын Тифона, брат Иудея. Тифон 7 дней спасался бегством на осле и спасся[43]. В царствование Исида часть жителей ушла из Египта во главе с Иеросолимом и Иудеем[44].
- Иудей. По некоей версии, сын Тифона, брат Иерусалима. Тифон 7 дней спасался бегством на осле и спасся[43]. В царствование Исида часть жителей ушла из Египта[44].
- Моисей.
- Сабба. Пророчица, дочь Бероза и Эриманфы, жила в среде евреев, называют вавилонянкой или египетской Сивиллой[45].
- Иудеи. Народ. По некоторым авторам, жили на Крите и назывались идеи от горы Ида, во времена Крона бежали с Крита и расселились[44]. По Апиону, бежали из Египта, заболели бубонами и на седьмой день остановились[46].

## Сирия и Ассирия
- Амика. Жена Каса из Сирии, по Иоанну Малале[47].
- Амимона. Другое имя Берои[48]. Дочь Океана и Тефиды[49].
- Арбел. Сын Афмонея. Основал город Арбелы[50].
- Аск. Гигант, который связал Диониса и бросил его в реку, Гермес освободил Диониса, а с Аска содрал кожу и сделал из неё мех для вина, а город рядом назвал Дамаск[51].
- Астиной. Сын Фаэтона. Отец Сандока[52].
- Атаргатида.
- Афмоней. Отец Арбела[50].
- Бел. Ассирийский царь, дед Стафила[53].
- Бероя. Дочь Адониса и Афродиты[54]. Её полюбил Дионис. Зевс решил сделать её женой Посейдона[55].
- Ботрис. («гроздь»). Сын ассирийского царя Стафила, принял в гостях Диониса[56].
- Гатида. См. Атаргатида.
- Гордий. Сын Триптолема. Заселил Гордиену в Месопотамии (область кардухов)[57].
- Дамаск. Царь Дамаска, муж Атараты[58].
- Деркето.
- Ихтий. Сын Атаргатиды, брошен в Аскалонское озеро, где его съели рыбы[59].
- Касий. Согласно Евгемеру, правитель в Сирии, союзник Зевса, от которого получила название гора Касий[60]. По Иоанну Малале, герой Кас основал поселение в Северной Сирии, женился на Амике, дочери местного правителя[47].
- Ликабант. Ассириец. Влюблен в Атиса. Убит Персеем[61].
- Менон. По версии, имя первого мужа Семирамиды[62].
- Милитта[63]. Имя Афродиты у ассирийцев[64].
- Нин.
- Нин. Сын Нина и Семирамиды. Семирамида правила 42 года и хотела вступить в связь со своим сыном, но была им убита[65].
- Орифия. Нимфа, родила от Бела сына Фианта на горе Либане[66].
- Пифос. Служитель Стафила[67], обращенный в сосуд[68].
- Полидемон. Потомок Семирамиды. Убит Персеем[69].
- Сарданапал.
- Семирамида.
- Сима. Воспитатель Семирамиды.
- Сир. Сын Аполлона и Синопы. Стал царем народа, получившего название сирийцев, живших также в Синопе[70].
- Сирия. Родила от Кипра Афродиту-Астарту[71].
- Стафил. Царь Ассирии, у него в гостях Дионис[72]. Умирает[73], превращен в гроздь винограда.
- Тевтам. По Диодору, царь Ассирии, пославший войско Мемнона на помощь зависимому от него Приаму[74].
- Феникс (птица).
- Фиант. См. Фоант (сын Бела). Фоант (сын Бела)
- Фоант (сын Бела).
- Комбаб. Полулегендарный персонаж, оскопивший себя от любви к царице Стратонике[75].

Топонимы:
- Ассирийцы[76].
- Дафна. Священная роща около Антиохии[77].
- Касий. Гора[78]. Гора близ Антиохии, на ней Юлиан принес жертву Зевсу[79].
- Оронт. Река[80]. Названа в честь строителя моста через неё, ранее называлась Тифоном[81].
- Сирия[82].
- Харибда. Пропасть между Апамеей и Антиохией, в которую низвергается Еврот[83].

## Вавилония
- Артемиха. Дочь Клиниса и Гарпы, из Вавилона. Аполлон превратил её в птицу пифингу[84].
- Бел (бог).
- Гарпа. Жена Клиниса из Вавилона, мать 4 детей. Посейдон превратил её в птицу[85].
- Гарпас. Сын Клиниса и Гарпы, из Вавилона. Хотел нечестиво принести Аполлону в жертву ослов. Посейдон превратил его в птицу[86]. Птицу упоминает Каллимах[87].
- Геракл. Некое божество в Месопотамии[88].
- Евфрат. Сын Океана и Тефии[89].
- Клинис.
- Ликий. Сын Клиниса и Гарпы, из Вавилона. По воле Аполлона превращен в ворона с белым оперением, но позже почернел[84].
- Оаннес. Вышел из моря в Халдее и истолковал астрологию[90]. Его историю изложил Берос[91].
- Ортигий. Сын Клиниса и Гарпы, из Вавилона. Убеждал своего отца принести в жертву Аполлону коз вместо ослов. Аполлон превратил его в синицу[84].
- Пирам.
- Тигр. Сын Океана и Тефии[89].
- Фисба.
- Евфрат. Река[80].
- Лик (река в Вавилонии)[92].
- Лик (река в Финикии)[93].

## Аравия
Боги:
- Алилат. Имя Афродиты Урании у арабов[94].
- Дусар. Арабское божество[95], отождествляемое с Дионисом (Гесихий, Стефан Византийский. Этника)[96].
- Обод. Арабское божество[95].
- Оротальт. Имя Диониса у арабов[97].
- Фиандрит. Бог арабов, гимн ему сочинил Прокл[37].

Герои:
- Араб. Сын Аполлона и Вавилоны, изобретатель медицины, по рассказам египтян[98].
- Араб. (Арабий.) Сын Гермеса и Фронии, отец Кассиопеи[99].
- Гуней. Араб, известный справедливостью. Семирамида сделала его судьей финикийцев и вавилонян[100]. en:Guneus
- Корай. Охотник, именем которого названа крепость Корая на Эрифрейском море[101].
- Фрония. Дочь Бела, родила от Гермеса Араба[17].
- Эфемон. (Этемон.) Из Набатии. Воин, противник Персея. Убит Персеем[102].

Топонимы:
- Аравия. Страна[103].
- Троя. Селение в Аравии. Там осели троянские пленники, которые сопровождали Менелая[104]. По-египетски Тероа — «длинный вход»[105].
- Эрифрейское море. Нимфа с острова Нозалы в этом море завлекала юношей и превращала их в рыб. Гелиос превратил её в рыбу[106].